# تلاش واپسین
تلاش واپسین (به انگلیسی: The Last Hurrah) فیلمی آمریکایی در ژانر درام سیاسی به کارگردانی جان فورد است که بر اساس رمانی اثر ادوین اوکانر ساخته و در سال ۱۹۵۸ منتشر شد.
اسپنسر تریسی بابت ایفای نقش در این فیلم، نامزد جایزهٔ بفتا برای «بهترین بازیگر خارجی» شد. هیئت ملی بازبینی فیلم نیز جایزهٔ «بهترین بازیگر» را به اسپنسر تریسی و جایزهٔ «بهترین کارگردانی» را به جان فورد اعطا نمود.

## خلاصه داستان
یک سیاستمدار سالخورده تلاش می‌کند برای آخرین بار در دورانی که تلویزیون نقش مهمی در بازیهای سیاسی ایفا می‌کند، به عنوان شهردار یکی از شهرهای آمریکا انتخاب شود…

## بازیگران
- اسپنسر تریسی
- بازیل رتبون
- جفری هانتر
- پت اوبرایان
- دونالد کریسپ
- جیمز گلیسون
- جان کارادین
- فرانک آلبرستون
- ادموند لو
- کن کرتیس
- جین دارول
- والاس فورد
- دایان فاستر
- باب سوئینی
- هری لاوتر
- هال کی. داسون
- فرد آلدریچ
- چارلز سالیوان
- جولیوس تانن